# Rumex digeneus
Rumex digeneus är en slideväxtart som beskrevs av Günther von Mannagetta und Lërchenau Beck. Rumex digeneus ingår i släktet skräppor, och familjen slideväxter. Inga underarter finns listade i Catalogue of Life.